# Hirsauer Formular
Das Hirsauer Formular ist eine Urkunde König Heinrichs IV. für das Kloster Hirsau. Wegen seines wegweisenden Charakters und der häufigen Übernahme durch andere Klöster sah die Forschung darin etwas Formelhaftes, was der Urkunde diesen Kunsttitel einbrachte.

## Überlieferung

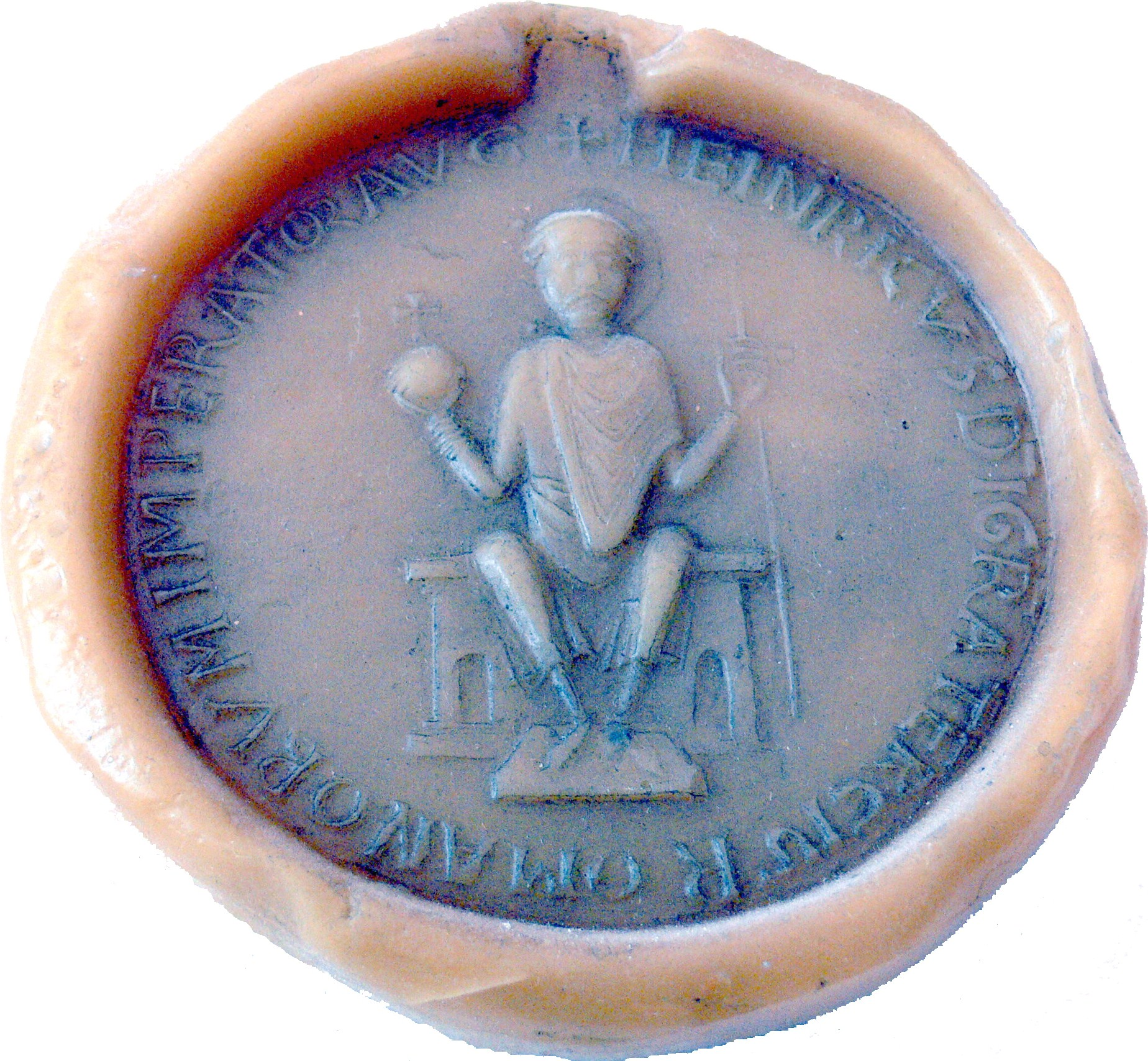
Siegel Heinrich IV.

Die Urkunde befindet sich heute im Hauptstaatsarchiv Stuttgart unter der Signatur H 51 U 6 im Bestand der Kaiserselekten. Da die Echtheitsfrage rund um dieses Dokument nach wie vor nicht geklärt ist, kann nicht pauschal angenommen werden, dass die heute überlieferte Urkunde dem Original entspricht. Die Forschung geht mittlerweile von einer überzeugend gefertigten Nachzeichnung aus. Es existiert ebenso ein Vidimus des Hirsauer Formulars, das im Hauptstaatsarchiv Stuttgart unter der Signatur A 491 U 1 liegt. Es ist inhaltlich identisch mit der hochmittelalterlichen Abschrift und wurde im 15. Jahrhundert kopiert. Das Vidimus besitzt im Gegensatz zum Hirsauer Formular kein Siegel.

## Inhalt der Urkunde
Die Urkunde ist auf den 9. Oktober 1075 datiert und dokumentiert die rechtliche Loslösung des Klosters von der Stifterfamilie der Grafen von Calw. Darin werden vor allem die Einsetzung des Abtes, dessen Weihe sowie die Vogteirechte neu geregelt. Darüber hinaus enthält das Dokument eine Reihe von gestifteten Gütern, die Graf Adalbert II. von Calw dem Kloster kurz zuvor übereignet hatte.
Der König sichert hier dem Konvent freie Entscheidung bei der Auswahl des Abtes zu. Betont wird gleichzeitig, dass die Wahl gemäß der Benediktsregel zu verlaufen habe. Ebenso sei es den Brüdern gestattet, den Abt nicht nur zu wählen (eligere), sondern auch einzusetzen (constituere). Danach soll in einem feierlichen Akt der neue Abt den Abtsstab vom Dekan oder dem Prior erhalten. Von einer anschließenden liturgischen Weihe durch den Diözesanbischof, wie es das Kirchenrecht verlangt, ist an dieser Stelle keine Rede. Das Vogteirecht verbleibt bei den Grafen von Calw, die dieses Recht mittels der Bannleihe vom König erhalten. Die Grafenfamilie erhält dieses Recht als Erbrecht, mit der Einschränkung, dass der Abt bei Fehlverhalten einen eigenen Kandidaten erwählen kann. Dreimal im Jahr soll der Vogt für das Kloster Gericht halten.
Neben diesen rechtlichen Bestimmungen enthält die Urkunde eine ausführliche narratio der Klostergeschichte, die teils von anderen Darstellungen abweicht. Darin heißt es, dass das Kloster einst zur Zeit Ludwigs des Frommen von einem Senator Erlafrid und dessen Sohn, Bischof Noting von Vercelli, zu Ehren des hl. Aurelius und des hl. Petrus gegründet wurde. Damit weicht die Urkunde von den im Codex Hirsaugiensis geschilderten Gründungserzählungen ab, indem es ein eigentümliches Doppelpatrozinium einführt, das für die Zeit um 1075 nicht belegt ist und, indem es das angebliche Gründungsjahr 830 in einen Zeitraum umwandelt.
Abgeschlossen wird die Urkunde durch eine Auflistung an Gütern, die dem Kloster im Zuge der gräflichen traditio, der feierlichen Übergabe des Klosters, geschenkt wurden. Dieser Besitz befindet sich zu einem großen Teil im nördlichen Schwarzwald in der näheren Umgebung des Klosters. Daneben findet sich eine Liste von Personen, die diesen Akt, der am Aureliustag (14. September) desselben Jahres stattgefunden hatte, bezeugten. Unter den Zeugen findet sich unter anderem Graf Liutold von Achalm, dessen Familie das Kloster Zwiefalten stiftete.

## Forschungsdiskussion und Echtheitsfrage
Die wissenschaftliche Behandlung des Hirsauer Formulars begann bereits im 19. Jahrhundert. Nach ersten Gesamtdarstellungen des Klosters Hirsau rückte mit der Betrachtung Friedrich Thudichums (1893) erstmal die Hirsauer Königsurkunde in den Fokus. Thudichum betitelte das Dokument erstmals als Fälschung. Aufgrund methodischer Unzulänglichkeiten bei der Argumentation wurde sein Urteil in seiner Radikalität abgelehnt. Gerade in der ersten Hälfte des 20. Jahrhunderts griffen einige rechts- und verfassungsgeschichtliche Arbeiten auf klösterliche Urkunden, wie das Hirsauer Formular, zurück. Dadurch rückten diese Dokumente erstmals in den Fokus eines historischen Forschungsbereiches, der sich nicht für die Klöster selbst, sondern für Strukturen eines vormodernen Staates interessierte. Forscher wie Hans Hirsch (1913) verknüpften diese Schriftstücke obendrein mit dem sogenannten Investiturstreit, um daran einen Mentalitätswechsel im Verhältnis zwischen weltlicher und geistlicher Gewalt zu dokumentieren.
Folgenreich war die Einschätzung des Herausgebers der Urkunden Heinrichs IV., Dietrich von Gladiss, der das Hirsauer Formular mit dem Sterbekreuz als Fälschung deklarierte. Grundlage seiner Einschätzung waren die Forschungen Albert Brackmanns (1926) und Adolf Mettlers (1934), die ebenfalls Zweifel an der Echtheit der Urkunde geäußert hatten. Einen Umschwung dieser Einschätzung lässt sich ab der Nachkriegszeit erkennen, in der Kritik an der Echtheit der Urkunde selten wurde. Maßgeblichen Anteil an dieser Beurteilung des Hirsauer Formulars hatten die Forschungen Theodor Mayers in den 1950er Jahren. Seine ebenfalls verfassungsgeschichtlichen Forschungen dienten vor allem dazu, die Vorstellung des Personenverbandstaates als Abgrenzung zu überkommenen Ideen aus den 1930er Jahren argumentativ zu untermauern. Dazu dienten ihm die Vogteirechte aus klösterlichen Urkunden. Mayer verglich dabei Elemente des Hirsauer Formulars mit klösterlichen Gewohnheiten aus Farfa, Fruttuaria und Cluny und kam zu dem Schluss, dass man in Hirsau aus bestehendem und vor allem zeitgenössischem Material kompiliert habe. Außerdem erklärte Mayer die inhaltlichen Besonderheiten anhand der zeitgeschichtlichen Umstände. Für ihn galt das Hirsauer Formular somit als inhaltlich echt, ein Urteil, das die Forschung teils bis heute noch teilt.
Auch in den folgenden Jahren schlossen sich zahlreiche Forscher der Ansicht Theodor Mayers an und versuchten ihrerseits, das Dokument mit den Entwicklungen des Investiturstreites und der Person Abt Wilhelms in Verbindung zu bringen. Abt Wilhelm galt der Forschung stets als Initiator dieser Urkunde, da der unzeitgemäße, progressive Inhalt am ehesten zu einem Reformabt wie Wilhelm passe. Problematisch an diesem Urteil war aber stets, dass die Urkunde selbst bezeugt, sie sei auf Betreiben des Calwer Grafen erstellt worden. Wenn die Forschung also an der Autorenschaft Wilhelms festhielt, lag dies vor allem daran, dass die Vita Abt Wilhelms genau dies erklärte. Im Jahre 1975 untersuchte Alfred Gawlik das Schriftstück von diplomatischer Seite und versuchte das Urteil Mayers von hilfswissenschaftlicher Seite aus zu betrachten. Er verglich dabei die Schrift der Urkunde und das verwendete Siegel. Er kam zu dem Urteil, dass es sich dabei um eine Imitation der Schrift des Kanzleischreibers Adalbero A handelte und, dass es sich um ein echtes Siegel Heinrichs IV. handle, das allerdings wohl nicht ins Jahr 1075 passe. Seit diesem Urteil Gawliks gilt das Hirsauer Formular als täuschend echte Nachzeichnung einer echten Königsurkunde, die nur wenige Jahre später unverändert angefertigt wurde. Seit dieser Zeit haben sich beide Urteile größtenteils durchgesetzt, sowohl Theodor Mayers inhaltliche Echtheit, als auch Alfred Gawliks formelle Echtheit der Urkunde, auch wenn diese in der heute überlieferten Form nicht mehr als Original, sondern als Nachzeichnung des Originals galt. Erst in jüngerer Vergangenheit gab es wieder Zweifel an der Echtheit der Urkunde. Den Ansatz Adolf Mettlers aufgreifend, wurde diskutiert, ob es sich beim Hirsauer Formular nicht um eine Verfälschung einer ursprünglich echten Königsurkunde handle, die zu Beginn des 12. Jahrhunderts im Zuge der Streitigkeiten um den Rechtszustand und die zukünftige Ausrichtung des Konvents den eigenen Wünschen und Idealvorstellungen entsprechend verändert wurde.
Trotz aller geäußerten Argumente bleibt die Frage der Echtheit nach wie vor offen. Dies ist folgenreich für die historische Forschung, da das Hirsauer Formular in zahlreichen Diskussionen eine Art Musterargument bildet. Sollte es sich als Fälschung oder deutlich spätere Verfälschung herausstellen, müssten zahlreiche andere Thesen außerhalb der Hirsau-Forschung einer kritischen Prüfung unterzogen werden, ob diese noch haltbar sind.

## Das Verhältnis zur Urkunde Papst Gregors VII.
Neben dem Hirsauer Formular gilt eine Urkunde Papst Gregors VII. (JL 5279) als das zweite maßgebliche Schriftstück für die rechtliche Entwicklung des Klosters Hirsau. Das Dokument bestätigt, dass Hirsau unter dem Schutz der römischen Kirche stehe. Damit hatte sich das Kloster den Schutz zweier zentraler Schutzgaranten gesichert. Auffällig ist aber, dass der Papst diese Zugeständnisse macht, ohne dass Hirsau die formelle Exemtion anstrebte. Auch nach der Papsturkunde blieb Hirsau offiziell der Jurisdiktion des Speyrer Bischofs unterstellt.
Probleme bereitete der Forschung, dass die Urkunde ohne Datumzeile überliefert wurde und heute nur noch in kopialer Abschrift existiert. Da die zeitnahen Chronisten sowie die Vita Abt Wilhelms behaupteten, dass Abt Wilhelm nach der Ausstellung des Hirsauer Formulars nach Rom reiste, um das Privileg vom Papst bestätigen zu lassen, nahm man zunächst eine Entstehung im Winter 1075/76 an. Ebenso problematisch erwiesen sich bei der Datierung inhaltliche Widersprüche. So zitieren sich die beiden Urkunden augenscheinlich gegenseitig, was faktisch nicht möglich sein konnte. Die jüngere Forschung tendiert mittlerweile dazu, die Papsturkunde in den Herbst 1074 zu datieren. Die darin erwähnte Königsurkunde könne in einem Deperditum Heinrichs IV. gesehen werden, dass der Herausgeber der Königsurkunden auf das Jahr 1071 datierte. Ebenso hält es die Forschung für unwahrscheinlich, dass Papst Gregor ein Dokument wie das Hirsauer Formular je bestätigt habe, da darin klar gegen das gültige Kirchenrecht verstoßen wurde. Auch dieser Umstand begünstigt die veränderte Chronologie der beiden Schriftstücke.

## Einfluss des Hirsauer Formulars auf andere klösterliche Urkunden
Der Begriff „Hirsauer Formular“ basiert auf der Annahme, dass die Urkunde bald darauf zu einem Muster für andere Klöster wurde, wie diese ihr Verhältnis zu den Stiftern, dem Bischof oder typischen Schutzgaranten, wie König oder Papst, sehr individuell regeln konnten. Vor diesem Hintergrund versuchte die Forschung lange, diese Übernahmen auf textueller Ebene zu dokumentieren. Dabei wurden sowohl ideelle Anlehnungen als auch wörtliche Zitate in den folgenden Jahrzehnten registriert, die diese Ansicht zu bestätigen schienen.
Die ersten Übernahmen bildeten die Urkunden für das Kloster Hasungen (1081) sowie für das Kloster Komburg (1090). Während im ersten Fall nur Anklänge beim Abtswahlpassus zu erkennen sind, finden sich im Falle Komburgs erstmals wortwörtliche Übernahmen, weshalb das Jahr 1090 zum Terminus ante quem für die Nachzeichnung des Hirsauer Formulars erklärt wurde. Problematisch an dieser Ansicht ist aber, dass die Echtheit der Hasunger Urkunde seit langem umstritten ist und daher als maßgeblicher Beleg entfällt. Im Falle Komburgs fällt auf, dass der Text an den entsprechenden Stellen inhaltlich gekürzt erscheint, auch wenn die zentralen Dispositionen dieselben sind. Daher muss auch eine umgekehrte Richtung der Textübernahme überlegt werden. In diesem Falle würde die Komburger Urkunde den Grundtext darstellen, der in Hirsau an einigen Stellen, gemäß der eigenen Vorstellungen, um Einschübe erweitert wurde.
Weitere Übernahmen vollständiger Passagen des Hirsauer Formulars finden sich erst wieder im ersten Drittel des 12. Jahrhunderts. Hier, zur Zeit Kaiser Heinrichs V., findet sich eine quantitativ recht hohe Dichte an Urkunden, die sich inhaltlich eng an der Hirsauer Vorlage orientierten. Zu nennen sind hier vor allem die Urkunden für Eisenhofen-Scheyern (1107), St. Georgen (1108) und Gottesaue (1110). Auffällig an diesem Befund ist aber, dass ein solches Muster für klösterliche Freiheitsbestrebungen erst rund 30 Jahre nach der Erstellung entsprechend rezipiert wurde.
Neben den direkten, inhaltlichen Übernahmen brachte das Hirsauer Formular auch weiteres Gedankengut in Umlauf. Beispielsweise wird nur dort von einem Untervogt (subadvocatus) gesprochen, ein Begriff, der der königlichen Kanzlei zur Zeit Heinrichs IV. noch fremd war. Zu dieser Zeit wurde diese Vorstellung fast ausschließlich in Privaturkunden westlich des Rheins verwendet. Einzug in die Formeln der königlichen Kanzlei fand der Untervogt während der Regierung Heinrichs V. und in Hirsau-unabhängigen Dokumenten erst in den 1130er Jahren. Auch von dieser Seite ist zu fragen, ob das Hirsauer Formular auch auf begrifflicher Ebene ein Vorreiter ist oder ob es sich um eine Verfälschung zu einer Zeit handelt, in der solche Begrifflichkeiten eher gebräuchlich waren als in den 1070er Jahren.